# Olenekium
| ❮ | System    | Serie       | Stufe     | ≈ Alter (mya) |
| ❮ | später    | später      | später    | jünger        |
| - | --------- | ----------- | --------- | ------------- |
| ❮ | T r i a s | Obertrias   | Rhaetium  | 201,3 ⬍ 208,5 |
| ❮ | T r i a s | Obertrias   | Norium    | 208,5 ⬍ 228   |
| ❮ | T r i a s | Obertrias   | Karnium   | 228 ⬍ 235     |
| ❮ | T r i a s | Mitteltrias | Ladinium  | 235 ⬍ 242     |
| ❮ | T r i a s | Mitteltrias | Anisium   | 242 ⬍ 247,2   |
| ❮ | T r i a s | Untertrias  | Olenekium | 247,2 ⬍ 251,2 |
| ❮ | T r i a s | Untertrias  | Indusium  | 251,2 ⬍ 251,9 |
| ❮ | früher    | früher      | früher    | älter         |

Das Olenekium (im Deutschen häufig verkürzt zu Olenek) ist in der Erdgeschichte die obere chronostratigraphische Stufe der Unteren Trias. Die Stufe begann geochronologisch vor etwa 251,2 Millionen Jahren und endete vor 247,2 Millionen Jahren. Sie dauerte somit ca. 4 Millionen Jahre. Dem Olenekium geht das Indusium voraus; es wird vom Anisium gefolgt.

## Namensgebung und Geschichte
Die Typlokalität liegt beim Fluss Olenek in Sibirien.

## Definition
Der Beginn der Stufe wird mit dem Erstauftreten der Conodonten-Art Neospathodus waageni und der Ammoniten-Gattungen Flemingites und Euflemingites definiert. Das Erstauftreten der Conodonten-Art Chiosella timorensis markiert das Ende der Stufe. Ein GSSP (globale Typlokalität und Typprofil) wurde bisher noch nicht festgelegt.

## Untergliederung
Regional wird das Olenekium in die Unterstufen Smithium und Spathium untergliedert. Das Olenekium war früher zusammen mit dem Indusium ein Teil der Skyth-Stufe (Skythium), die jedoch keine offiziell anerkannte Stufe mehr ist und nur noch regional (z. B. in den Alpen) benutzt wird.

## Situation in Mitteleuropa während des Olenekium
In der Untertrias kommt es in Mitteleuropa zur Ablagerung der terrestrischen Sedimente des Buntsandsteins.